# David Packard
David Packard (ur. 7 września 1912 w Pueblo, zm. 26 marca 1996) – amerykański inżynier i organizator przemysłu komputerowego. Jeden z założycieli Hewlett-Packard Company.

## Życiorys
Ukończył Stanford University w Kalifornii, gdzie otrzymał bakalaureat sztuki w roku 1934 i stopień magisterski w dziedzinie nauk technicznych (elektrotechnika) w roku 1939. W latach 1936–1938 pracował jako inżynier w General Electric. Następnie razem z Billem Hewlettem, przyjacielem ze studiów, założył w wynajętym garażu spółkę Hewlett-Packard. W 1947 roku został jej prezesem; stanowisko to zajmował do roku 1964, w którym wybrano go dyrektorem zarządzającym (CEO) i prezesem rady nadzorczej.
W roku 1969 opuścił przedsiębiorstwo, został bowiem powołany na stanowisko zastępcy sekretarza obrony (wiceministra) USA w pierwszej administracji prezydenta Nixona. Pełnił tę funkcję niemal trzy lata; w roku 1971 podał się do dymisji, powrócił do Kalifornii i został ponownie wybrany prezesem rady nadzorczej HP. Przeszedł na emeryturę w 1993 roku.
Był członkiem licznych towarzystw naukowych i akademii, m.in. Institute of Electrical and Electronics Engineers (IEEE) i National Academy of Engineering. Był współzałożycielem i prezesem American Electronics Association. Prowadził ożywioną działalność społeczną i charytatywną, m.in. w dziedzinie ochrony przyrody. Czynnie uprawiał politykę, współpracując na wysokich stanowiskach z administracją – m.in. w latach 1975–1982 był członkiem komitetu naukowego Amerykańsko-Radzieckiej Rady Handlu i Ekonomii, w latach 1983–1985 kierował Amerykańsko-Japońską Komisją Doradczą. W latach 1990–1992 był członkiem prezydenckiej Komisji Doradczej do spraw Nauki i Techniki. Zajmował też wiele wysokich stanowisk w różnych korporacjach przemysłowych – m.in. Boeing Co., Caterpillar Tractor, Chevron Corp., Genentech Inc. Do samej śmierci był dyrektorem Beckman Laser Institute & Medical Clinic.
Otrzymał doktoraty honorowe: z nauk ścisłych od Colorado College; prawa od University of California, Catholic University i Pepperdine University; z literatury od Southern Colorado State College; z nauk technicznych od University of Notre Dame.